# Sirčići
Sirčići (cyr. Сирчићи) – wieś w Czarnogórze, w gminie Pljevlja. W 2011 roku liczyła 10 mieszkańców.